# Carijona
I Carijona (o anche Karijona, Omagua) sono un gruppo etnico della Colombia, con una popolazione stimata di circa 140 persone. Questo gruppo etnico è per la maggior parte di fede animista e parla la lingua Carijona (codice ISO 639: CBD).
Vivono nelle zone dei fiumi Vaupés, Yarí e Caquetá. Alcuni Carijona parlano lo spagnolo, molti sono esogami.